# آنا ماریا گازموری
آنا ماریا گازموری (انگلیسی: Ana María Gazmuri؛ زادهٔ ۲۲ ژانویهٔ ۱۹۶۶) بازیگر و سیاستمدار اهل شیلی است. وی از سال ۱۹۸۷ میلادی تاکنون مشغول فعالیت بوده است.